# آرارات، ویکتوریا
آرارات، ویکتوریا (به انگلیسی: Ararat) یک شهر در استرالیا است که در شهر روستایی آرارات واقع شده‌است.